# Megaselia ramierzi
Megaselia ramierzi är en tvåvingeart som beskrevs av Bridarolli 1951. Megaselia ramierzi ingår i släktet Megaselia och familjen puckelflugor. Inga underarter finns listade i Catalogue of Life.